# Alphabet punique
L'alphabet punique est une ramification de l'alphabet phénicien utilisée pour écrire la langue punique carthaginoise. On distingue généralement deux variantes :
- le punique classique, traditionnellement utilisé sur les inscriptions monumentales ;
- le néo-punique, de forme cursive, utilisé partout ailleurs.

L'écriture punique sera utilisée jusqu'au IVe siècle, avant d'être progressivement remplacée par l'alphabet latin.

## Lettres
L'écriture punique compte 22 consonnes, comme le phénicien. Bien que proches, certaines lettres de l'alphabet phénicien ont une prononciation légèrement différente en punique.
| Aleph  | 𐤀 | ʔalp puis ʔalf | ʾ | [ʔ]  | א | ﺍ | Α α             | A a                     | Parfois utilisé pour indiquer une voyelle |
| Beth   | 𐤁 | Bet            | b | [b]  | ב | ﺏ | Β β             | B b                     | |
| Gimel  | 𐤂 | Gaml           | g | [g]  | ג | ﺝ | Γ γ             | C c, G g                | |
| Daleth | 𐤃 | Delt           | d | [d]  | ד | ﺩ | Δ δ             | D d                     | |
| He     | 𐤄 | Hē             | h | [h]  | ה | ه | Ε ε             | E e                     | Parfois élidé sous influence romaine, mais toujours prononcé dans certains mots puniques |
| Waw    | 𐤅 | Wāw            | w | [w]  | ו | ﻭ | (Ϝ ϝ), Υ υ      | F f, U u, V v, W w, Y y | Parfois utilisé pour indiquer la voyelle "ou" |
| Zayin  | 𐤆 | Zen            | z | [z]  | ז | ﺯ | Ζ ζ             | Z z                     | Parfois attesté comme "zd" comme dans 'azdruba'l pour "ʕazrubaʕl", "hezde" pour "heze" (« ça » en punique)                                                                                          |
| Heth   | 𐤇 | Ḥēt            | ḥ | [ħ]  | ח | ﺡ | Η η             | H h                     | Parfois utilisé comme voyelle avec "a", "e", "i", "o", "ou", le son "Het" a été affaibli, et les mots écrits ont été souvent remplacés par la lettre "Alf" dans les inscriptions puniques tardives. |
| Teth   | 𐤈 | Ṭēt            | ṭ | [tʼ] | ט | ﻁ | Θ θ             |                         | |
| Yodh   | 𐤉 | Yōd            | y | [j]  | י | ﻱ | Ι ι             | I i, Ï ï, J j           | Parfois utilisé comme la voyelle "i", principalement dans les noms étrangers |
| Kaph   | 𐤊 | Kap puis Kaf   | k | [k]  | כ | ﻙ | Κ κ             | K k                     | |
| Lamedh | 𐤋 | Lāmd           | l | [l]  | ל | ﻝ | Λ λ             | L l                     | |
| Mem    | 𐤌 | Mēm            | m | [m]  | מ | ﻡ | Μ μ             | M m                     | |
| Nun    | 𐤍 | Nun            | n | [n]  | נ | ﻥ | Ν ν             | N n                     | |
| Samekh | 𐤎 | Semk           | s | [s]  | ס | ﺱ | Ξ ξ, Σ σ/ς, Χ χ | X x                     | |
| Ayin   | 𐤏 | ʕen            | ʿ | [ʕ]  | ע | ﻉ | Ο ο             | O o                     | Parfois utilisé pour la voyelle "a" et "o" en néo-punique, principalement pour les noms étrangers                                                                                                   |
| Pe     | 𐤐 | Pī puis Fī     | p | [p]  | פ | ﻑ | Π π             | P p                     | En néo-punique et phénicien tardif, le "p" s'est fricativisé en "f" vers le IIIe siècle. |
| Sade   | 𐤑 | Ṣādē           | ṣ | [sʼ] | צ | ﺹ | (Ϻ ϻ, Ϡ ϡ)      |                         | |
| Qoph   | 𐤒 | Qōp puis Qōf   | q | [q]  | ק | ﻕ | (Ϙ ϙ)           | Q q                     | |
| Res    | 𐤓 | Roʔš puis Ruʔš | r | [r]  | ר | ﺭ | Ρ ρ             | R r                     | |
| Sin    | 𐤔 | Shin           | š | [ʃ]  | ש | ﺵ | Σ σ / ς         | S s                     | |
| Taw    | 𐤕 | Tāw            | t | [t]  | ת | ﺕ | Τ τ             | T t                     | |